# Mileto (Italia)
Mileto (Militu in calabrese) è un comune italiano di 6 233 abitanti della provincia di Vibo Valentia in Calabria. Nel medioevo fu un importantissimo centro normanno, sede della corte di Ruggero I d'Altavilla e città natale di suo figlio Ruggero II d'Altavilla, primo re di Sicilia.

## Origini del nome
Secondo la tradizione la città sarebbe stata fondata dai milesi dell’Asia Minore, verso la fine del V secolo a.C., a seguito del saccheggiamento e della distruzione della loro patria da parte dei Persiani, durante quella che viene definita rivolta ionica. 
Il toponimo, che richiama il nome (Μίλητος, Mílētos in greco antico e Miletus in latino) del leggendario fondatore dell’omonima località asiatica, potrebbe derivare più propriamente dal termine latino maletum (volgare meletum). Più pertinente sarebbe perciò attribuire l'origine del nome alla presenza nella zona di una piantagione di meli, donde Maletum, poi Malita (in Cicerone, Ad Atticum, III, 4), indi Melitum (in Malaterra, passim) e Miletum.

## Storia
Le origini di Mileto, pur ricondotte dal Barrio - storico del '500 - al periodo greco, sono verosimilmente da riportarsi all'epoca bizantina quando la città, conquistata dai normanni, divenne capitale della contea di Ruggero I d'Altavilla. Sono comunque stati rinvenuti i resti di una villa romana del II secolo d.C., risalenti quindi a epoche precedenti.

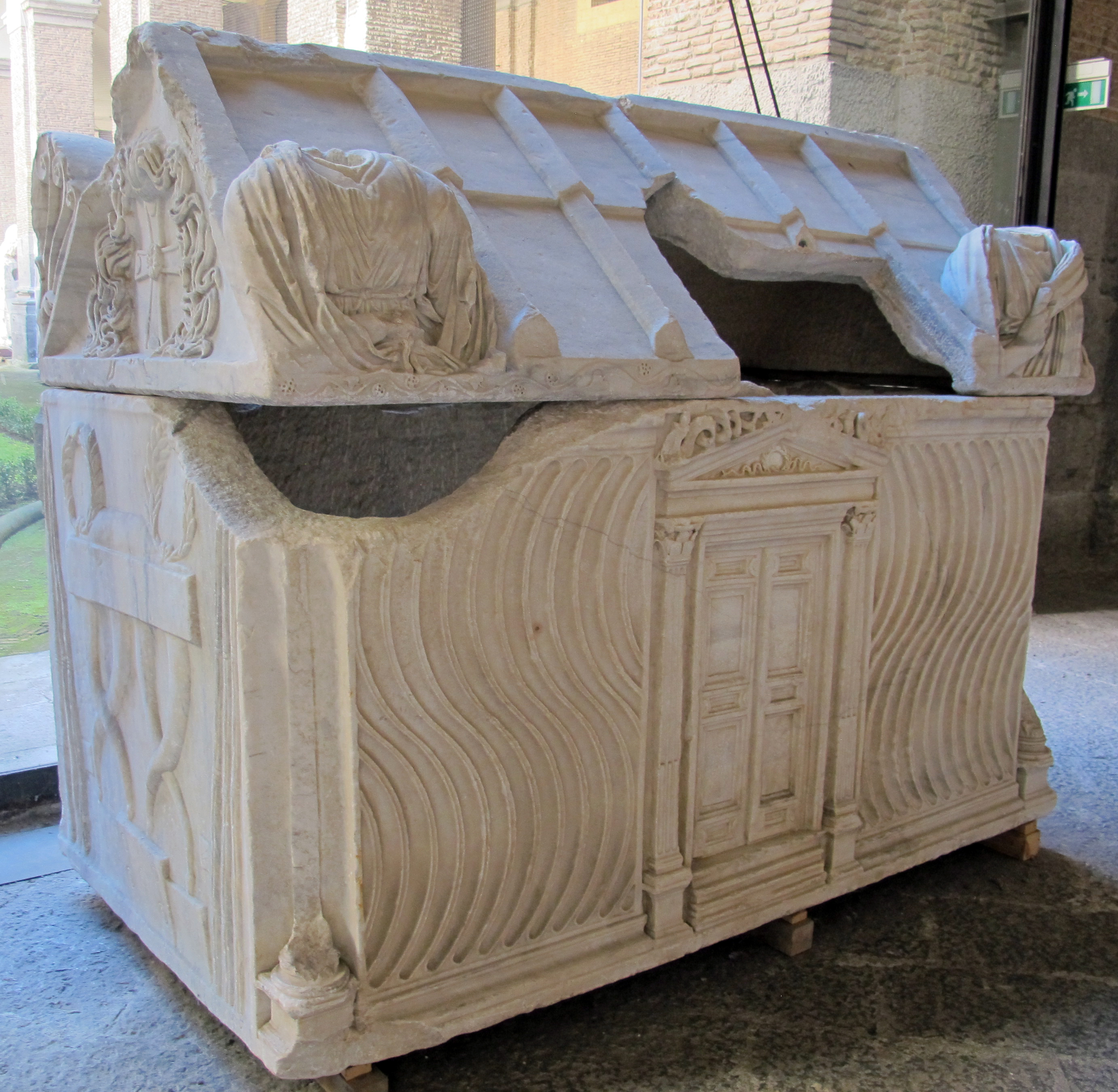
Sarcofago di Ruggero I d'Altavilla (oggi nel Museo Archeologico Nazionale di Napoli)

La città è sede vescovile fin dall'XI secolo, quando proprio Ruggero I il Normanno ottenne la fondazione dell'episcopato da papa Gregorio VII. La diocesi di Mileto, venne fondata nel 1985 unificando le diocesi delle tre città indicate nell'attuale nome. La diocesi di Mileto fu la prima di rito latino nel Mezzogiorno d'Italia, dopo che il rito greco-bizantino aveva sostituito il rito romano, acquisì notevole importanza nei secoli anche grazie alla sua vastità e ai privilegi fondativi di cui era portatrice.
Dopo il terremoto del 1783 che distrusse l'antica città, la nuova Mileto sorse a circa 2 chilometri a ovest in una terra chiamata "Villa del vescovo". Nel 1799 il cardinale Fabrizio Ruffo vi si fermò per radunare il suo esercito chiamato della "Santa Fede", e da qui si mosse per riportare Ferdinando IV di Borbone sul trono del Regno di Napoli. Il 28 maggio 1807 la cittadina vide lo scontro tra l'esercito napoletano e quello francese che, agli ordini del generale Reynier, vinse la battaglia di Mileto conquistando il dominio della regione per circa un decennio. Il 27 agosto 1860 a Mileto sosta Giuseppe Garibaldi prima di completare la sua impresa di conquista del Regno delle Due Sicilie.
Durante la seconda guerra mondiale, il 16 luglio 1943, Mileto fu attaccata da alcuni aerei americani che stavano scortando dei bombardieri di ritorno da Vibo. Nell'attacco persero la vita 39 civili in gran parte donne e bambini e la città di Mileto è stata perciò insignita della Medaglia di Bronzo al Valore Civile il 16 luglio 2008.

### Scavi archeologici
L'area occupata dalla città antica appare oggi come una vasta congerie di ruderi. Le scarse risorse economiche disponibili, per le istituzioni preposte alla ricerca e alla tutela, non hanno consentito fino a ora di portare avanti scavi archeologici e letture stratigrafiche degli alzati finalizzate alla comprensione e allo sviluppo della città normanna e prima ancora dell'insediamento bizantino. Le campagne di scavo di tipo scientifico sono state poche e limitate a pochi giorni di intervento (nel 1995 e nel 1999 e in diversi periodi degli anni successivi). In precedenza Paolo Orsi, nel 1916, aveva condotto una breve campagna di scavo durante la quale era stato messo in luce il piano della basilica, che aveva evidenziato la presenza di marmi, colonne e capitelli e cornici decorate da ovoli e fogliame sparsi per tutta l'area circostante. L'area abbaziale, sulla base degli scavi recenti, risulta costruita su un banco di arenaria bianca che, relativamente alla parte indagata, non presenta tracce di costruzioni antecedenti.
Sulla base dei materiali ritrovati è stato possibile stabilire che la pavimentazione dell'importante struttura era stata realizzata in porfido rosso e serpentino verde connessi sicuramente all'attività di spoglio di altri monumenti più antichi. Non sono molti i resti riconducibili alla fase romanica della chiesa, sia perché l'area indagata non è molto estesa ma anche per via del fatto che nell'area sono avvenuti molti cambiamenti. Nonostante la limitatezza del tempo è stato possibile incrementare la conoscenza su alcuni particolari aspetti scaturiti ad esempio dal recupero di diversi frammenti vitrei riconosciuti come i resti delle ampie vetrate di epoca normanna.
Interessanti i reperti ceramici anche se in massima parte si tratta frammenti recuperati genericamente nell'area e quindi decontestualizzati. Vanno ricordate le ceramiche dipinte a bande rosse con motivi decorativi costituiti da spirali oppure da onde, o ancora le cosiddette invetriate monocrome dipinte, che accanto a quelle acrome (prive di decorazione) e da fuoco costituiscono le classi più numerose. Al XII secolo sono riconducibili alcuni frammenti di ceramiche dipinte e invetriate su ingobbio pertinenti a forme quali bacini, coppette troncoconiche ed emisferiche, apode (senza piede) o con piede ad anello. La decorazione è espressa da virgole in rosso alternate da filetti concentrici in nero manganese, oppure da puntini in rosso alternati da filetti lineari sempre in manganese. Anche i motivi zoomorfi (con soggetti animali) sono rappresentati insieme con quelli antropomorfi (figure umane) come ad esempio la coppetta con cavaliere e cavallo dove viene usato anche il colore blu.
Da evidenziare che negli ultimi anni per opera dell'archeologo Francesco Cuteri è ripresa, seppur lentamente, l'attività di scavo nel Parco archeologico, nel frattempo costituito. La maggiore attenzione è stata riservata al momento alla zona relativa all'antico episcopio e alla cattedrale posti all'interno del perimetro cittadino. Notevoli e altamente promettenti sono stati i ritrovamenti fatti nel corso degli ultimi dieci anni con campagne di scavo e sondaggio mirate anche se brevi.
A maggio 2015 è incominciata una nuova campagna di scavi all'interno del Parco Archeologico, che si è conclusa a fine novembre 2015, lavori facenti parte del POR Calabria FESR 2007 - 2013 ed eseguiti dall'Impresa Icogen srl di Vittoria (RG). Questi ultimi lavori non soltanto sono stati indirizzati allo scavo e quindi al ritrovamento di una grande quantità di reperti di notevole valenza scientifica, ma anche al miglioramento dei servizi dell'intero Parco, per una sua maggiore fruibilità e visibilità da un punto di vista turistico.

## Monumenti e luoghi d'interesse
- Cattedrale di Santa Maria Assunta, chiesa neoromanica del 1930 e sede della diocesi di Mileto-Nicotera-Tropea.
- Museo Statale
- Zona Archeologica[5]
- Villa Comunale
- Piazze

## Società

### Evoluzione demografica
Abitanti censiti

Il comune di Mileto ha fatto registrare nel censimento del 1991 una popolazione pari a 7 492 abitanti. Nel censimento del 2001 ha fatto registrare una popolazione pari a 7 157 abitanti, mostrando quindi nel decennio 1991 - 2001 una variazione percentuale di abitanti pari al -4,47%.
Gli abitanti sono distribuiti in 2 435 nuclei familiari con una media per nucleo familiare di 2,94 componenti.

### Etnie e minoranze straniere
Secondo i dati ISTAT al 31 dicembre 2010 i cittadini stranieri residenti erano 149.
Le nazionalità maggiormente rappresentate in base alla loro percentuale sul totale della popolazione residente erano:
- Romania 47 (0,66%)
- Ucraina 29 (0,41%)
- Polonia 22 (0,31%)

## Infrastrutture e trasporti

### Strade
- Autostrada A2: uscita Mileto
- Strada statale 18 Tirrena Inferiore

### Ferrovie
- Stazione di Mileto, situata nella periferia della frazione di Paravati a poco meno di sei chilometri dal centro cittadino

## Amministrazione
| Periodo           | Periodo           | Primo cittadino                                   | Partito                         | Carica                    | Note  |
| ----------------- | ----------------- | ------------------------------------------------- | ------------------------------- | ------------------------- | ----- |
| 17 novembre 1996  | 13 maggio 2001    | Rocco Condoleo                                    | lista civica                    | sindaco                   |       |
| 13 maggio 2001    | 29 maggio 2006    | Domenico Antonio Crupi                            | lista civica                    | sindaco                   |       |
| 29 maggio 2006    | 7 giugno 2009     | Rocco Condoleo                                    | lista civica                    | sindaco                   |       |
| 7 giugno 2009     | 10 aprile 2012    | Vincenzo Varone                                   | lista civica                    | sindaco                   |       |
| 10 aprile 2012    | 25 maggio 2014    | Massimo Mariani Caterina Minutoli Giovanni Barilà |                                 | commissario straordinario | [ 8 ] |
| 25 maggio 2014    | 31 gennaio 2018   | Domenico Antonio Crupi                            | lista civica Ripartiamo insieme | sindaco                   |       |
| 31 gennaio 2018   | 10 giugno 2018    |                                                   |                                 | commissario straordinario |       |
| 10 giugno 2018    | 19 settembre 2018 | Rosa Mazzeo                                       | lista civica Siamo Mileto       | sindaco                   |       |
| 19 settembre 2018 | 27 maggio 2019    |                                                   |                                 | commissario straordinario |       |
| 27 maggio 2019    | in carica         | Salvatore Fortunato Giordano                      | lista civica Città futura       | sindaco                   |       |

## Sport

### Squadre di calcio
- A.S.D. Real Mileto
- A.S.D. Paravati
- A.C. Stella Del Sud 1986

### Impianti sportivi
- Stadio comunale
- Campetto calcetto (zona stazione autobus)
- Campo di calcio a 5 (seminario vescovile)
- Foro Boario Mileto (campo di calcetto - campo di bocce)